# Johnstown Tomahawks
Johnstown Tomahawks är ett amerikanskt juniorishockeylag som spelar i North American Hockey League (NAHL) sedan 2012, de grundades dock redan 1990 som Dearborn Magic för spel i lokal juniorliga i Michigan. 1991 anslöt de sig till NAHL och har spelat där sen dess under namnen Michigan Nationals (1991–1994), Dearborn Heights Nationals (1994–1996), St. Louis Sting (1996–2001), Springfield Spirit (2001–2005), Wasilla Spirit (2005–2006) och Alaska Avalanche (2006–2012). De spelar sina hemmamatcher i inomhusarenan Cambria County War Memorial Arena, som har en publikkapacitet på 4 001 åskådare vid ishockeyarrangemang, i Johnstown i Pennsylvania. Tomahawks har fortfarande inte vunnit någon Robertson Cup, som delas ut till det lag som vinner NAHL:s slutspel.
De har fostrat spelare som Casey Nelson.